# Hepsi
Le Hepsi sono state un gruppo musicale femminile turco di genere rhythm and blues.

## Storia
I suoi membri erano Cemre Kemer (1985), Eren Bakıcı (1984), Gülçin Ergül (1985), e Yasemin Yürük (1986), tutte provenienti dalla città di Istanbul. Ogni membro aveva un suo colore personale - Cemre l'azzurro, Eren il verde, Gülçin il rosa, e Yasemin il porpora - con il quale si presentavano nei loro video musicali. Avevano un largo seguito in Turchia, soprattutto fra le ragazze giovani e giovanissime.

## Formazione
- Cemre Kemer
- Eren Bakıcı
- Gülçin Ergül
- Yasemin Yürük

## Discografia

### Album in studio
- 2005 - Bir
- 2006 - Hepsi 2
- 2008 - Şaka
- 2010 - Geri Dönüşüm

### EP
- 2006 - Tempo